# Mangniu He (vattendrag i Kina, Liaoning, lat 41,75, long 120,91)
Mangniu He är ett vattendrag i Kina. Det ligger i provinsen Liaoning, i den nordöstra delen av landet, omkring 210 kilometer väster om provinshuvudstaden Shenyang.
Genomsnittlig årsnederbörd är 762 millimeter. Den regnigaste månaden är juni, med i genomsnitt 201 mm nederbörd, och den torraste är januari, med 3 mm nederbörd.